# 熱帶風暴鳳凰 (2014年)
熱帶風暴鳳凰（英語：Tropical Storm Fung-wong，國際編號：1416，聯合颱風警報中心：WP162014，菲律賓大氣地球物理和天文管理局：Mario，菲律賓華語譯名：馬里奧）為2014年太平洋颱風季第16個被命名的熱帶氣旋。「鳳凰」一名是由香港提供，即當地勝景鳳凰山。

## 發展過程

### 形成初期
2014年9月13日，一個低壓區在關島東南方海面上生成。同日，美國海軍研究實驗室給予擾動編號96W。
9月15日上午9時，聯合颱風警報中心對其在24小時內形成為熱帶氣旋的機會給予「LOW」的評級。
9月16日上午7時，聯合颱風警報中心對其評級提升為「MEDIUM」。下午8時，日本氣象廳將其升格為熱帶低氣壓。
9月17日上午4時，聯合颱風警報中心對其發佈熱帶氣旋形成警報，並對其評級提升為「HIGH」。香港天文台在上午11時45分表示「一個熱帶低氣壓似乎在形成中」，並於下午2時將其升格為熱帶低氣壓。下午2時，日本氣象廳對其發出烈風警報。下午8時，聯合颱風警報中心將其升格為熱帶低氣壓，並給予編號16W。同時，中國中央氣象台將其升格為熱帶低壓。
9月18日上午2時，日本氣象廳、澳門地球物理暨氣象局以及香港天文台將其升格為熱帶風暴，並命名為鳳凰。同時，中央氣象局將其升格為輕度颱風。上午8時，聯合颱風警報中心將其升格為熱帶風暴。上午10時，中央氣象台將其升格為熱帶風暴。上午12時，大韓民國氣象廳將其升格為熱帶風暴。

### 掠過菲律賓、臺灣
9月19日上午10時，鳳凰於菲律賓卡加延省巴高沿海登陸。下午2時，中央氣象台將其升格為強熱帶風暴。
9月20日上午2時，日本氣象廳將其升格為強烈熱帶風暴，同時鳳凰亦逐漸減速並轉向北移動。上午5時，香港天文台將其升格為強烈熱帶風暴。上午8時，澳門地球物理暨氣象局以及大韓民國氣象廳將其升格為強烈熱帶風暴。
9月20日下午2時，日本氣象廳將其降格為熱帶風暴。下午4時，在巴士海峽進行滯留，重整被破壞的結構並吸收季風槽之水氣增強，但重整不善，導致結構稍微破壞，並開啟雲捲風眼。
9月21日上午10時，鳳凰掠過台灣屏東縣鵝鑾鼻。下午2時，鳳凰經觀測後，其副中心正建構當中。下午5時，其副中心於台灣桃園縣新屋鄉近海形成。晚上10時，鳳凰亦再掠過台灣新北市三貂角。

### 橫過東海及轉化
9月22日晚上7時35分，鳳凰於中國浙江省寧波市象山縣鶴浦鎮沿海登陸。晚上10時，香港天文台將其降格為熱帶風暴。
9月23日上午9時，中央氣象台將其降格為熱帶風暴。上午10時45分，鳳凰於中國上海市奉賢區海灣鎮沿海登陸。下午2時，聯合颱風警報中心將其降格為熱帶低氣壓。下午8時，聯合颱風警報中心對其發出最後的警報，同時鳳凰亦逐漸加速並轉向東北移動。
9月24日，鳳凰加速至每小時40公里，橫過東海，移向朝鮮半島南部及其鄰近海域。日本氣象廳在早上8時表示鳳凰已經轉化為一股溫帶氣旋，香港天文台和中國國家氣象中心亦於上午11時表示鳳凰轉化為溫帶氣旋。

### 強度調整
日本氣象廳在事後發佈的最佳路徑中，把鳳凰的強度向下修訂為熱帶風暴，接近中心最高持續風速下調為45節，中心最低氣壓上調至985hPa。

## 影響

### 菲律賓
當地發出之最高熱帶氣旋警告信號：二號風暴信號
9月17日下午4時30分，菲律賓大氣地球物理和天文管理局將已進入責任範圍的鳳凰命名為Mario，並發佈第一報熱帶氣旋資訊。
9月18日下午5時，菲律賓大氣地球物理和天文管理局發出一號及二號風暴信號。
9月21日上午11時，菲律賓大氣地球物理和天文管理局解除二號風暴信號。下午5時，菲律賓大氣地球物理和天文管理局解除一號風暴信號。下午11時，菲律賓大氣地球物理和天文管理局對其發佈最後一報熱帶氣旋資訊。

### 臺灣
當地發出之最高熱帶氣旋警告信號：海上陸上颱風警報
| 彭佳嶼 · 26.6 m/s板橋 · 6 m/s鞍部 · 11 m/s竹子湖 · 5.3 m/s淡水 · 8.4 m/s基隆 · 8.4 m/s臺北 · 7.8 m/s新屋 · 13.7 m/s新竹 · 4.5 m/s宜蘭 · 9.9 m/s蘇澳 · 12.2 m/s花蓮 · 10.5 m/s成功（新港） · 11.2 m/s臺東 · 6.8 m/s大武 · 13.6 m/s蘭嶼 · 33.9 m/s臺中 · 3.7 m/s梧棲 · 11.7 m/s日月潭 · 5.1 m/s阿里山 · 5.5 m/s嘉義 · 5.8 m/s玉山 · 21.7 m/s臺南 · 9.9 m/s高雄 · 9.3 m/s恆春 · 12.6 m/s澎湖 · 9.9 m/s東吉島 · 17.8 m/s金門 · 6.2 m/s馬祖 · 11.4 m/sclass=notpageimage\| 中華民國交通部中央氣象署署屬氣象測站測得最大持續風力。圖例： · 測得5級風或以下 · 測得6至7級風 · 測得8至9級風 · 測得10至11級風 · 測得12至15級風 | 彭佳嶼 · 44.9 m/s板橋 · 13 m/s鞍部 · 30.5 m/s竹子湖 · 16.8 m/s淡水 · 22 m/s基隆 · 21.7 m/s臺北 · 18.6 m/s新屋 · 20.8 m/s新竹 · 12.2 m/s宜蘭 · 17.5 m/s蘇澳 · 27.8 m/s花蓮 · 19.5 m/s成功（新港） · 25.1 m/s臺東 · 22.5 m/s大武 · 23.2 m/s蘭嶼 · 58.9 m/s臺中 · 10.3 m/s梧棲 · 18.6 m/s日月潭 · 11.9 m/s阿里山 · 14.1 m/s嘉義 · 10.5 m/s玉山 · 37 m/s臺南 · 20.1 m/s高雄 · 19.7 m/s恆春 · 28.3 m/s澎湖 · 22.5 m/s東吉島 · 26.1 m/s金門 · 13.8 m/s馬祖 · 27 m/sclass=notpageimage\| 中華民國交通部中央氣象署署屬氣象測站測得最大陣風。圖例： · 測得5級風或以下 · 測得6至7級風 · 測得8至9級風 · 測得10至11級風 · 測得12至15級風 · 測得16級風或以上 |

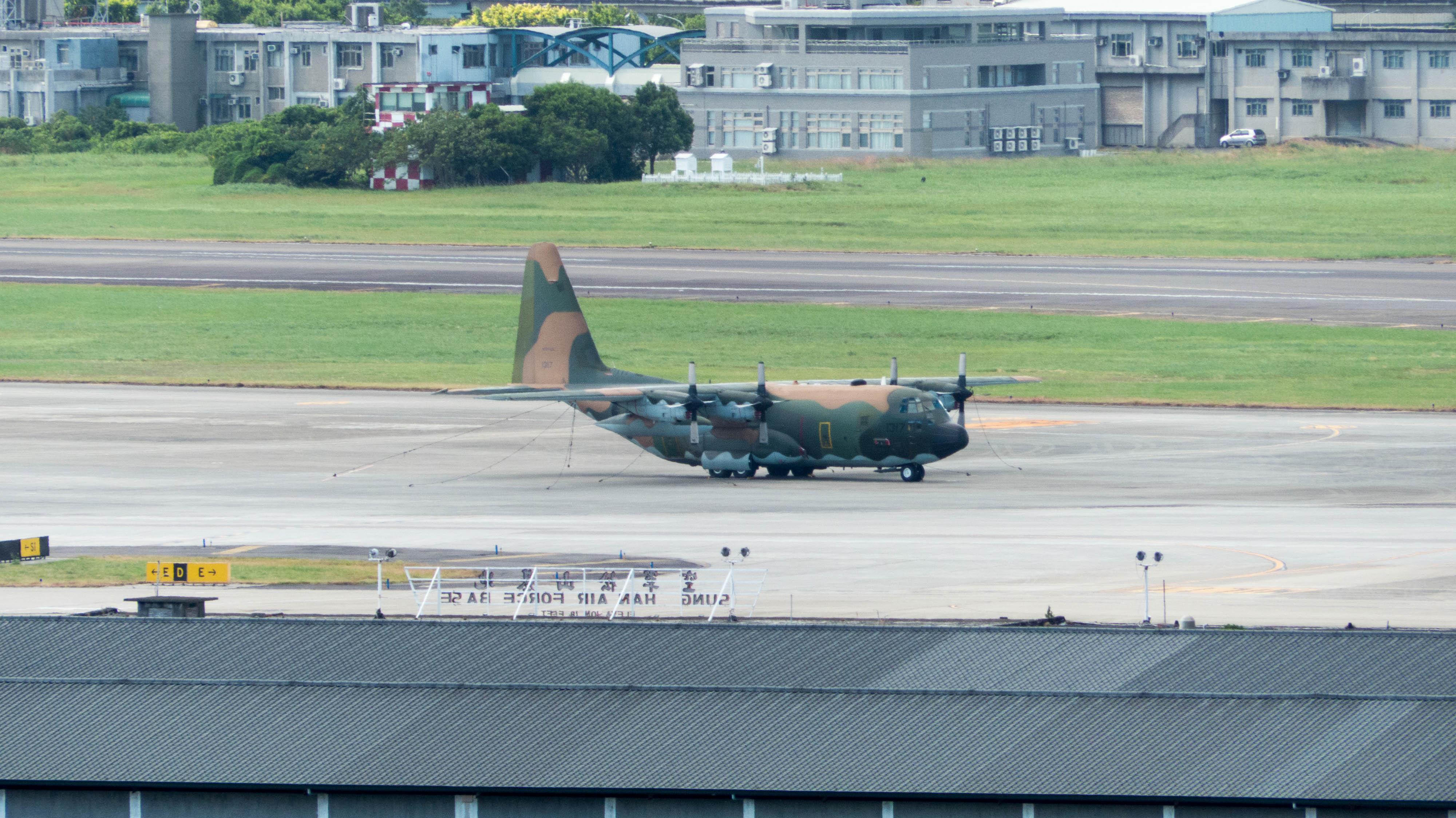
空軍松山基地停機坪的C-130H 1317運輸機，機身各處以鋼索固定，以防強風。

9月19日上午5時，執行「追風計畫」任務的觀測機自台中清泉崗機場起飛。同日上午8時30分，中央氣象局發佈海上颱風警報。晚間8時30分，中央氣象局發佈陸上颱風警報。

#### 統計
1. 以下為9月19日0時起至22日8時出現較大雨量的地區及雨量

| 排行 | 雨量(毫米) | 測站名稱 | 所在鄉鎮     |
| ---- | ---------- | -------- | ------------ |
| 1    | 1008       | 西大武山 | 屏東縣泰武鄉 |
| 2    | 671        | 金峰     | 台東縣金峰鄉 |
| 3    | 670.5      | 大漢山   | 屏東縣春日鄉 |
| 4    | 599.5      | 大鳥     | 台東縣太武鄉 |
| 5    | 579.5      | 射馬干   | 台東縣卑南鄉 |

### 中国
當地發出之最高熱帶氣旋警告信號： 颱風黃色預警信號
9月19日下午6時，中央氣象台對其發出颱風藍色預警信號。
9月20日下午6時，中央氣象台改發颱風黃色預警信號。
9月23日上午10時，中央氣象台改發颱風藍色預警信號。
9月24日上午10時，中央氣象台解除颱風藍色預警信號。上午11時，中央氣象台對其停止編報。

#### 福建
全省發出之最高熱帶氣旋警告信號： 颱風橙色預警信號
9月20日上午10時10分，福建省氣象台發佈颱風黃色預警信號。下午4時52分，福建省氣象台改發颱風橙色預警信號。

#### 上海
全市發出之最高熱帶氣旋警告信號： 颱風黃色預警信號
鳳凰是自1989年強烈熱帶風暴肯恩-露娜，25年來首個登陸上海的熱帶氣旋。鳳凰亦是自1949年中華人民共和國創立以來，第6個登陸上海的熱帶氣旋。

### 日本
以下數據具有時效性，最新數據請參閱日本氣象廳對鳳凰的報告（完整報告仍未發佈）。
9月20日下午3時，日本氣象廳針對沖繩群島發布強浪注意報。另外，氣象廳亦針對八重山群島發布強浪警報以及強風注意報，宮古群島方面則發布強浪注意報。隨著鳳凰接近，宮古群島改發強浪警報。

### 香港
由於香港受其外圍之下沉氣流影響，市區普遍有攝氏33度。
而於9月19日午後，鳳凰的外圍下沉氣流引致污染物積聚，加上風勢微弱，不利污染物擴散，形成煙霞，多區空氣質素惡化。下午4時，在香港15個監測站中，有13個錄得的「空氣質素健康指數」均達「10+」級最高的嚴重水平，當中除銅鑼灣、中環和旺角3個路邊監測站外，有10個一般監測站均錄得「10+」，分別是中西區、觀塘、深水埗、葵涌、荃灣、元朗、屯門、東涌、沙田和塔門。其餘2個監測站的指數，均達9至10級的甚高水平。傍晚過後，各區指數才告回落。環保署表示，當指數達「10+」的最嚴重水平，兒童、長者及有心臟病或呼吸系統疾病患者，應避免在戶外逗留。一般市民應盡量減少戶外體力消耗，以及盡量減少在戶外逗留的時間。

## 熱帶氣旋信號使用記錄

### 菲律賓
| 菲律賓大氣地球物理和天文管理局 風暴信號 | 菲律賓大氣地球物理和天文管理局 風暴信號 | 菲律賓大氣地球物理和天文管理局 風暴信號 |
| --------------------------------------- | --------------------------------------- | --------------------------------------- |
| 上一熱帶氣旋                            | 一號風暴信號                            | 下一熱帶氣旋                            |
| 颱風海鷗                                | 一號風暴信號                            | 熱帶風暴森拉克                          |
| 颱風海鷗                                | 二號風暴信號                            | 颱風黑格比                              |

### 臺灣
| 中華民國交通部中央氣象局 颱風警報 | 中華民國交通部中央氣象局 颱風警報 | 中華民國交通部中央氣象局 颱風警報 |
| --------------------------------- | --------------------------------- | --------------------------------- |
| 上一熱帶氣旋                      | 海上颱風警報                      | 下一熱帶氣旋                      |
| 中度颱風麥德姆                    | 海上颱風警報                      | 強烈颱風紅霞                      |
| 中度颱風麥德姆                    | 陸上颱風警報                      | 輕度颱風蓮花                      |

### 中国大陆
| 中國國家氣象中心 颱風預警信號 | 中國國家氣象中心 颱風預警信號 | 中國國家氣象中心 颱風預警信號 |
| ----------------------------- | ----------------------------- | ----------------------------- |
| 上一熱帶氣旋                  | 颱風藍色預警信號              | 下一熱帶氣旋                  |
| 強颱風海鷗                    | 颱風藍色預警信號              | 超強颱風黃蜂                  |
| 強颱風海鷗                    | 颱風黃色預警信號              | 強熱帶風暴鯨魚                |

## 外部連結
- （日語）日本氣象廳首頁 （页面存档备份，存于）
- （英文）聯合颱風警報中心首頁 （页面存档备份，存于）
- （简体中文）中央氣象台首頁
- （繁體中文）中央氣象局首頁 （页面存档备份，存于）
- （繁體中文）香港天文台首頁 （页面存档备份，存于）
- （繁體中文）澳門地球物理暨氣象局首頁 （页面存档备份，存于）
- （英文）菲律賓大氣地球物理和天文管理局首頁 （页面存档备份，存于）